# Messy Little Raindrops
Messy Little Raindrops är den brittiska sångerskan Cheryl Coles andra soloalbum, utgivet den 1 november 2010.

## Låtlista
1. "Promise This" – 3:23
2. "Yeah Yeah" – 3:14
3. "Live Tonight" – 3:27
4. "The Flood" – 3:55
5. "Amnesia" – 3:41
6. "Everyone" – 3:57
7. "Raindrops" – 3:29
8. "Hummingbird" – 3:10
9. "Better to Lie" – 3:27
10. "Let's Get Down" – 3:48
11. "Happy Tears" – 3:53
12. "Waiting" – 4:09

### Bonuslåtar
Nederländerna, Australien, Kanada
1. "Fight for This Love" – 3:43
2. "3 Words" – 4:33
3. "Parachute" – 3:39

## Singlar
- "Promise This" (24 oktober 2010)
- "The Flood"